# Spalangia epos
Spalangia epos är en stekelart som beskrevs av Girault 1933. Spalangia epos ingår i släktet Spalangia och familjen puppglanssteklar. Inga underarter finns listade i Catalogue of Life.